# Mon gros bébé
Pour plus de détails, voir Fiche technique et Distribution.
Mon gros bébé (Goo Goo Goliath) est un court métrage d'animation américain de la série Merrie Melodies, réalisé par Friz Freleng et produit par la Warner Bros. Cartoons, sorti en 1954.